# Ammopolia subcastanea
Ammopolia subcastanea är en fjärilsart som beskrevs av Otto Staudinger 1901. Ammopolia subcastanea ingår i släktet Ammopolia och familjen nattflyn. Inga underarter finns listade i Catalogue of Life.